# Enrique Enríquez el Viejo
Enrique Enríquez «el Viejo» (Antes de 1253 - antes del 28 de febrero de 1323). Ricohombre castellano. Fue hijo ilegítimo del infante Enrique de Castilla el Senador y de Mayor Rodríguez Pecha.
Fue señor de la Puebla de los Infantes y de Villalba de los Barros.
Fue nieto del rey Fernando III de Castilla.

## Orígenes familiares
Fue hijo del infante Enrique de Castilla el Senador y de la dama Mayor Rodríguez Pecha,, aunque la historiadora Mercedes Gaibrois de Ballesteros especificó que nació siendo hijo natural o ilegítimo. Por parte paterna fueron sus abuelos el rey Fernando III y su primera esposa, la reina Beatriz de Suabia. Y por parte materna era nieto de Esteban Pérez Pecha, señor de San Román de la Hornija y alcaide de Zamora, y su esposa, Mayor Rodríguez de Balboa, hija esta última de Pedro Rodríguez de Balboa, camarero mayor del infante Enrique de Castilla.

## Biografía
Se desconoce su fecha exacta de nacimiento, aunque algunos autores señalan que nació en Andalucía alrededor del año 1246, y otros consideran que nació en Italia, durante una de las estancias de su padre en aquella península, y después del año 1260. Sin embargo, es más que probable que naciera en la península ibérica y antes de 1253  o hacia 1255 ya que el día 27 de julio de ese año, su tío, Alfonso X el Sabio, cedió a Enrique Enríquez el señorío de la Puebla de los Infantes, que está localizado en la actual provincia de Sevilla. Y conviene señalar que la madre de Enrique Enríquez, Mayor Rodríguez Pecha, era hermana de Fernán Rodríguez Pecha.
Diversos autores consideran dudosa la paternidad de Enrique Enríquez, pues resaltan el hecho, llamativo a su parecer, de que el infante Enrique no le mencionase ni a él ni a su madre, Mayor Rodríguez Pecha, en su testamento, a pesar de que nombró a numerosos individuos en el mismo, entre ellos, a numerosos servidores suyos, aunque, Mercedes Gaibrois no descartó la posibilidad de que Enrique Enríquez falleciera antes de que su padre otorgara testamento.
Su padre, el infante Enrique de Castilla, fue señor de Vizcaya, Écija, Roa, Medellín, Almazán, Dueñas, Atienza, Berlanga, Calatañazor, San Esteban de Gormaz y Morón, y durante el reinado de su hermano, Alfonso X el Sabio, abandonó el reino y permaneció en Túnez y en Italia. Encontrándose en Italia fue nombrado senador de Roma, de ahí el sobrenombre con el que se le conoce. Tras la derrota del bando gibelino en la batalla de Tagliacozzo, fue encarcelado durante 26 años por orden de Carlos de Anjou. En 1294 fue libertado y retornó a la corona de Castilla, donde su sobrino Sancho IV de Castilla le concedió el señorío de Vizcaya, cuya posesión ostentó el infante hasta el año 1295.
A la muerte de Sancho IV, hijo de su hermano Alfonso X, el infante Enrique de Castilla el Senador fue nombrado tutor del rey Fernando IV durante su minoría de edad, cargo que ejerció hasta el año 1302. Durande ese periodo dicho infante Enrique gobernó el reino junto con la reina María de Molina, madre de Fernando IV, y fue además adelantado mayor de la frontera de Andalucía, mayordomo mayor de Fernando IV y falleció en la localidad burgalesa de Roa el 11 de agosto de 1303.

Enrique Enríquez fue, en palabras del historiador Salvador de Moxó, un «importante personaje» del reino de Castilla, debido sobre todo a su parentesco con la familia real y a las posesiones que su padre tenía en Andalucía. Y el mismo historiador señaló que posiblemente Enrique Enríquez sea el «Anrique Anríquez» que se menciona en un pasaje de la Crónica de Sancho IV.

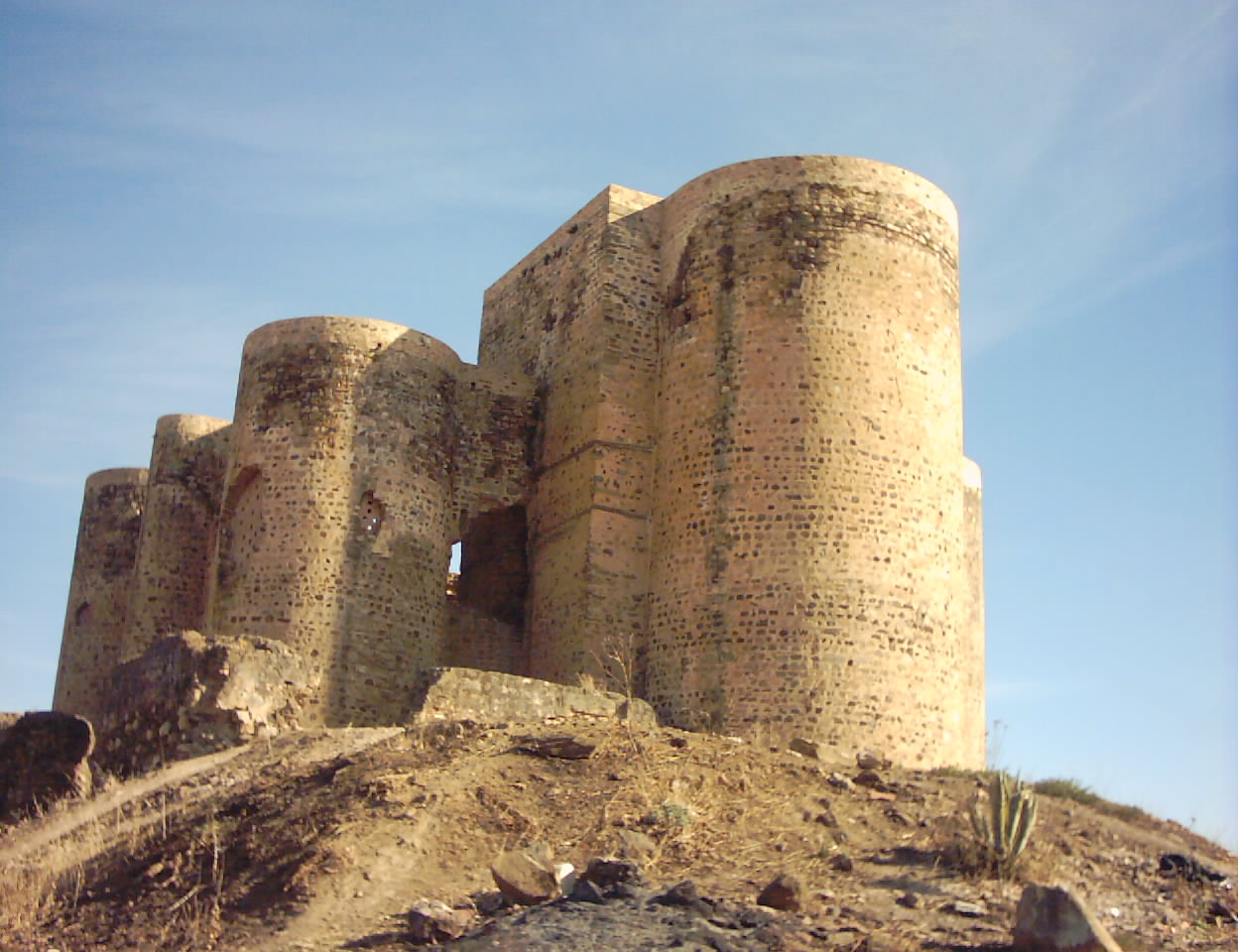
Vista del castillo de Villalba de los Barros.

Contrajo matrimonio, antes del año 1307, con Estefanía Rodríguez de Ceballos, que era viuda del almirante Juan Mathé de Luna desde 1299 y con el que probablemente se había casado siendo ella todavía muy joven. Y Mercedes Gaibrois afirmó que el matrimonio de Enrique Enríquez con Estefanía Rodríguez de Ceballos tal vez se celebrara entre 1300 y 1301.
En 1307 Estefanía Rodríguez de Ceballos, esposa de Enrique Enríquez, cedió, con el consentimiento de este último, su señorío de Villalba de los Barros al hijo de ambos, Enrique Enríquez el Mozo, siendo confirmada dicha donación por un documento emitido en la ciudad de Valladolid, el 12 de abril de 1320, por el rey Alfonso XI de Castilla. Y el 13 de diciembre de 1307, en Burgos, el rey Fernando IV de Castilla confirmó a Estefanía Rodríguez de Ceballos, que era viuda del almirante Juan Mathé de Luna y estaba casada en esos momentos con Enrique Enríquez, la revocación del mayorazgo concedido en 1292.
Enrique Enríquez debió fallecer hacia 1323 y antes del 28 de febrero, pues en esa fecha su esposa dejó constancia de su estado de viudedad en un documento otorgado en la ciudad de Sevilla, y por el que vendía una casa de su propiedad, situada en la calle Escobas, a Juana, viuda de Vicente García, y vecina, al igual que la vendedora, de la collación de Santa María de Sevilla.

## Sepultura

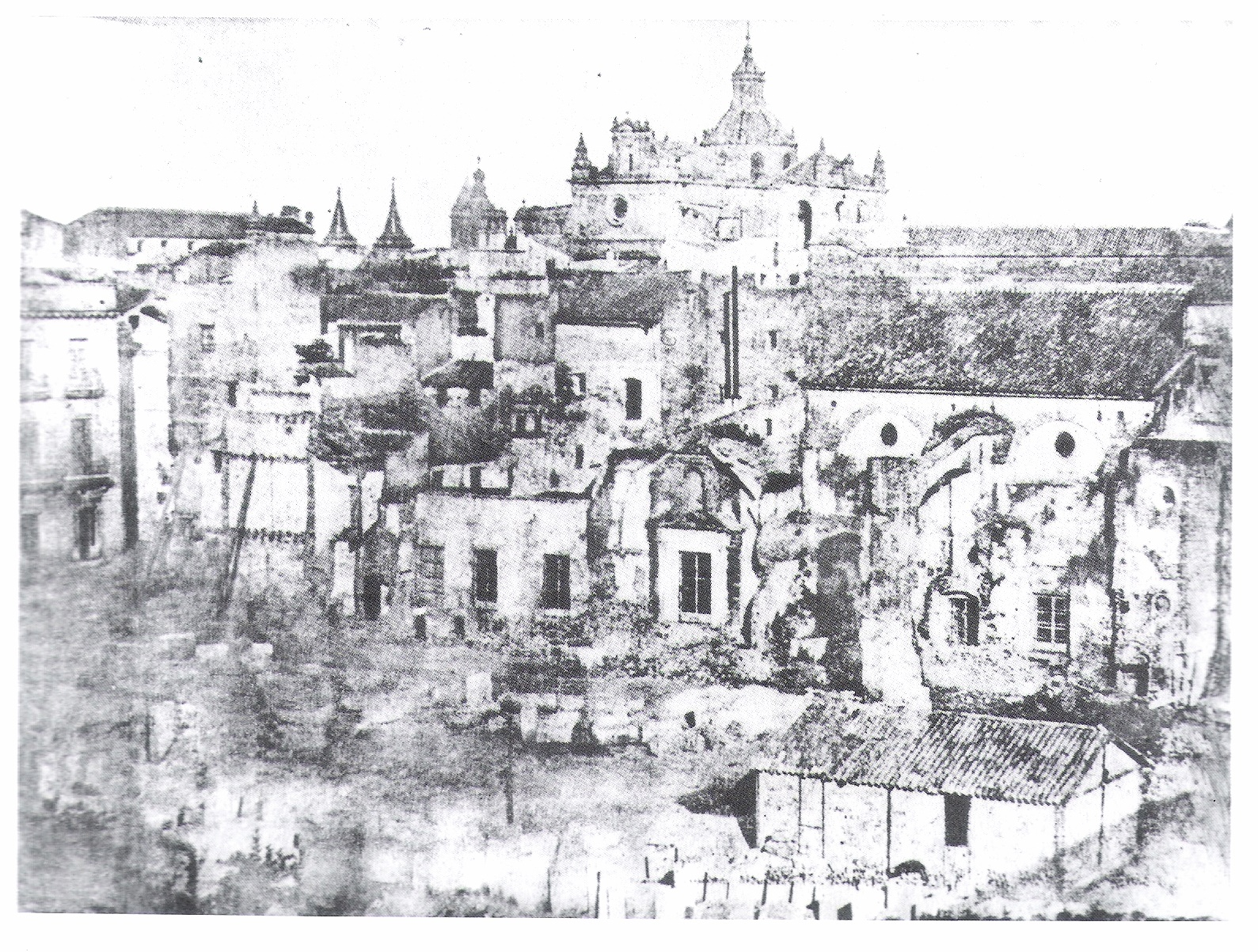
Vista del convento de San Francisco de Sevilla medio derribado en 1841.

Fue sepultado junto con su esposa, Estefanía Rodríguez de Ceballos, en la llamada «capilla del Adelantado» del desaparecido convento de San Francisco de Sevilla, donde también fueron enterrados varios de sus familiares, aunque dicho convento fue saqueado, profanado e incendiado por las tropas francesas durante la Guerra de la Independencia Española y, posteriormente, demolido en el año 1841.
El heraldista Faustino Menéndez Pidal de Navascués, basándose en algunos de los epitafios recogidos por Luis de Salazar y Castro, afirma que en la mencionada capilla del Adelantado reposaban los restos de «Don Enrique Enríquez de Sevilla el viejo, fijo del muy noble infante (don Enrique)», de su esposa Estefanía García, de Urraca Ponce de León y los de Alfonso Enríquez y Fernando Enríquez.

## Matrimonio y descendencia
Enrique Enríquez el Viejo contrajo matrimonio con Estefanía Rodríguez de Cevallos, viuda de Juan Mathé de Luna, señora de Villalba de los Barros y del Vado de las Estacas, e hija de Rodrigo González de Cevallos, alcalde mayor de Toledo y adelantado mayor de Murcia, y de su esposa, María Fernández de Caviedes, señora de Caviedes, Lamadrid y La Revilla. Fruto de su matrimonio nació un hijo:
- Enrique Enríquez el Mozo (m. 1366). Heredó las posesiones de sus padres y sirvió a los reyes Alfonso XI y Pedro I de Castilla, quienes le concedieron diversas mercedes y durante cuyos reinados ejerció importantes cargos administrativos y militares. Fue señor de Villalba de los Barros, Nogales,[2] Almendral, La Parra, Begíjar, y otras villas, y fue además adelantado mayor de la frontera de Andalucía, justicia mayor de la Casa del rey, caudillo mayor del obispado y reino de Jaén, alguacil mayor de Sevilla y caballero de la Orden de la Banda. Contrajo matrimonio en tres ocasiones y fue sepultado en el desaparecido convento de San Francisco de Sevilla.[23]